# Jean-Baptiste Vuillaume

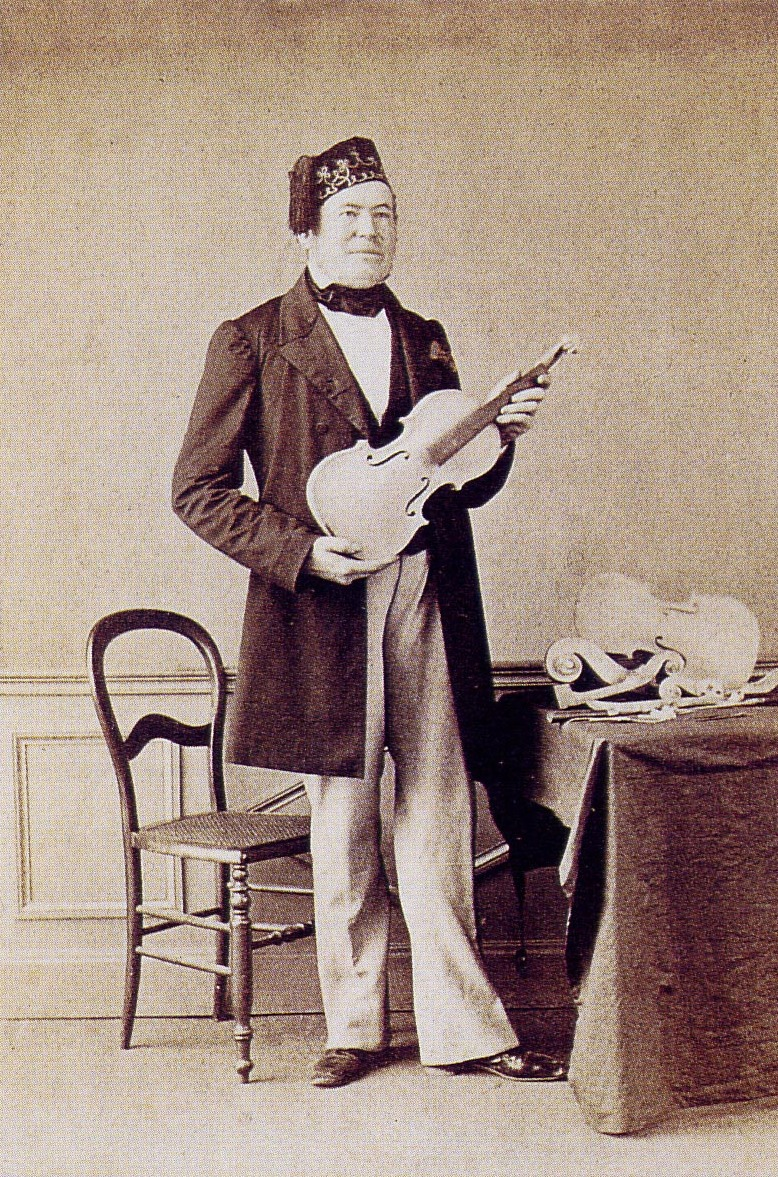
J. B. Vuillaume (foto de 1860)

Jean Baptiste Vuillaume (Mirecourt, 7 de octubre de 1798-París, 19 de marzo de 1875) fue un reconocido fabricante francés de violines. Su trabajo asciende a más de 3000 instrumentos y es reconocido por ser creador del octabajo. Hilary Hahn toca actualmente con un Vuillaume de 1864.

## Biografía
Era hijo de Claude-François Vuillaume y Anne Le Claire, lutier comerciante, mensajero de Mirecourt a París, nieto de Charles Francois Vuillaume y Francoise Anne Besson, lutier comerciante y bisnieto de Nicolas-François dit Claude-François Vuillaume, oficial lutier luego maestro lutier en Mirecourt.
Marchó a París un 12 de agosto de 1818 donde se puso a trabajar para François Chanot y, en 1821, en la tienda de Joseph Dominique Lette. En 1824, abrieron un taller común en la rue Croix-des-Petits-Champs, llamado «Lette & Vuillaume».
En 1827 recibió su primera medalla de plata en la Exposición Universal de París y al año siguiente, en 1828, se instaló por su cuenta en el número 46 de la rue des Petits-Champs.
Vuillaume construyó violines, violas, violonchelos, contrabajos y arcos, estos instrumentos eran copias de los grandes maestros de Cremona. Sus instrumentos eran, y siguen siendo, excelentes, pero el espíritu de la época era entonces (ya) para instrumentos antiguos de maestros italianos, y a menudo se vio reducido a copiar.
Para encontrar mesas o muebles antiguos de los que extraía maderas idóneas, emprendió varios viajes a Suiza en pequeños pueblos de montaña. Toda su vida quiso probarse a sí mismo que su nivel de conocimiento y su reputación estaban justificados. Así, durante su carrera participó a menudo en concursos de sonido y ganó varias medallas de oro. Con el tiempo, Vuillaume se convirtió en una figura central de la vida musical parisina.
Sus contactos con Héctor Berlioz, los solistas Niccolò Paganini, Henri Vieuxtemps, Jean-Delphin Alard, Pablo Sarasate, el violonchelista belga Adrien-François Servais, el violinista noruego Ole Bull, así como el cirujano, físico e investigador acústico Félix Savart tuvieron una gran impacto e influencia en su obra. Vuillaume desarrolló el octobajo y un contra-alto para obras de Berlioz.
Mantuvo una verdadera fascinación por los instrumentos de los lutieres de Cremona, de los que su bulimia de instrumentos le convirtió en el gran especialista: los ilustres violines, Stradivarius (Soil, Messie, Betts, La Pucelle, Alard, Dauphin, Sarasate, Chant du Cygne) o Guarnerius del Gesù (Stern, Alard) y famosos violonchelos (incluido el Stradivarius Servais) pasaron por su taller.
Tuvo como alumno a Karl Rudolf Koenig.
Se casó con Adèle Guesnet alrededor de 1826. Tuvieron dos hijas gemelas nacidas el 30 de junio de 1827:
- Marie-Claire (1827-?), se casó con Eugène Mestayer, corredor de bolsa. De esta unión nació una hija:            
  - Luisa Mestayer (1851-1926);
- Jeanne-Émilie (1827-1889), se casó con Jean-Delphin Alard. De esta unión nacieron dos hijas:            
  - Jeanne-Marie-Delphine Alard (1850-1945), se casó con el pintor Louis-Félix Guesnet (1843-1907) el 8 de abril de 1872 en París;
  - Victorine-Adèle Alard (1853-1942), se casó con Antoine-Henri Croué, fabricante de seda, el 10 de abril de 1877 en París.

Está enterrado en una capilla de la 1ª  división, Avenue des Polonais en el cementerio de Montmartre, con su esposa Marie-Adèle Guesnet (1806-1865) y su yerno Jean-Delphin Alard.

## Intérpretes con violines de los Vuillaume
- Charles-Auguste de Bériot (1802-1870), apreciaba sus arcos
- Henri Vieuxtemps (1820-1881)
- Camillo Sivori (1815-1894)
- Joseph Joachim (1831-1907)
- Pablo Sarasate (1844-1908)
- Eugène Ysaÿe (1858-1931)
- Josef Suk (1874-1935)
- Jacques Thibaud (1880-1953)
- Fritz Kreisler (1875-1962)
- Isaac Stern (1920-2001)
- Josef Hassid (1926-1950)
- Ruggiero Ricci (1918-)
- Aaron Rosand (1927-)
- Gérard Poulet (1938-)
- Patrice Fontanarosa (1942-)
- André Rieu (1949-)
- Mark O'Connor (1961-)
- Angèle Dubeau (1962-)
- Pierre Lénert (1966-),  — «Comte Cheremetièv» (1865)
- Giovanni Radivo (1969-)
- Olivier Pons (1970-)
- Raphaël Chrétien (1972-), violoncelista
- Manrico Padovani (1973) tocó un Vuillaume 1870, copia del Messie (Stradivarius) y un Vuillaume de 1845 (copia del «Guarnerius «Il Cannone» Guarnerius 1743 de Paganini)[3]
- Hilary Hahn (1979-)
- Hélène Collerette
- Nemanja Radulović (1985-)
- Quatuor Claudel-canimex (1989-)
- Lorenzo Gatto (1986-)
- Irène Duval (1992-), violinista
- Quatuor Modigliani (2003-)
- Marie Béreau (Quatuor Manfred)
- Charlie Haden, contrabajo
- Guillaume Latour

## Lycée Jean-Baptiste Vuillaume
El liceo Jean-Baptiste Vuillaume de Mirecourt, su ciudad natal, es uno de los únicos establecimientos que ofrecen formación en violín en Francia.

## Instrumento
Jean Baptiste Vuillaume, violín, copia del Stradivarius Le Messie, París 1860:

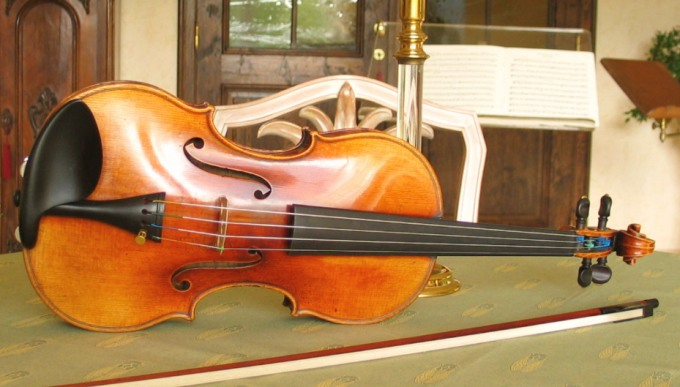
J.B. Vuillaume copia del Guarnerius del Gesù de 1863.